# Унтерстейнер, Марио
Марио Унтерстейнер (итал. Mario Untersteiner; 02.08.1899, Роверето — 06.08.1981, Милан) — итальянский филолог и историк античной философии. Университетский профессор с 1947 года.
Рано потерял отца. Испытал сильное католическое влияние.
Окончил Миланский университет (1920). Защитил диссертацию по Эсхилу.
В 1959-69 гг. преподавал историю античной философии в Милане.
Затем в отставке. В конце жизни страдал от серьёзных проблем со зрением.